# Orologiaio

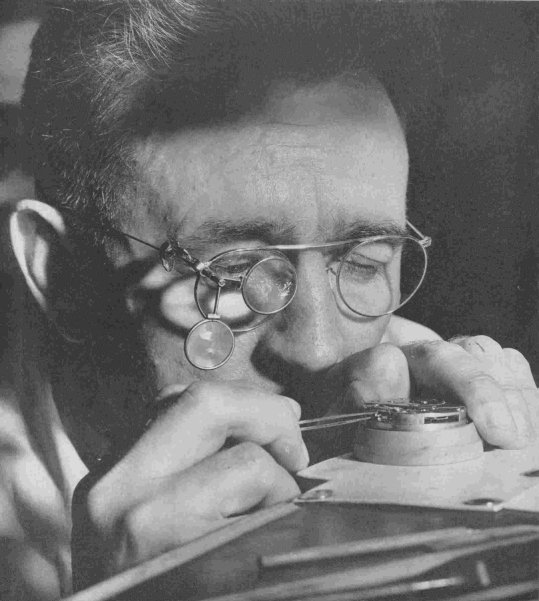
Un orologiaio al lavoro

L'orologiaio è un tecnico di micromeccanica esperto nella manutenzione degli orologi, quindi nella revisione, ricerca dei guasti e nel ripristino delle problematiche annesse al funzionamento degli orologi, sia meccanici che elettronici.
Attorno agli anni 60-70 del XX secolo la professione diverge dal gioielliere, che per definizione vendeva ed eseguiva la manutenzione, e diviene un'entità propria, prettamente artigianale.
Nel mestiere di orologiaio la formazione tecnica e la tecnologia sono ormai fondamentali, anche per la varietà e per il numero sempre più elevato di soluzioni meccaniche ed elettroniche nel settore.
La bottega di orologiaio, trasformatasi negli anni in laboratorio di orologeria, è un centro di lavoro di precisione, con moderne apparecchiature per l'analisi dei guasti, le misurazioni delle tolleranze di fabbrica, gli utensili per l'esecuzione delle procedure, nonché dotato di molti apparati supplementari per lavorazioni che si estendono fino all'estetica dell'orologio, per eseguire ripristini, lucidature e ricondizionamenti della cassa e del bracciale degli orologi.
Nell'orologeria meccanica moderna è indispensabile l'uso di apparati di regolazione con precisione dal centesimo di millimetro fino al micron.